# Dicaeum monticolum
El picaflores de Borneo (Dicaeum monticolum) es una especie de ave paseriforme de la familia Dicaeidae endémica de la isla de Borneo.

## Distribución y hábitat
Se encuentra únicamente en los bosques húmedos de montaña de la isla de Borneo.